# The Genius
The Genius (hangul: 더 지니어스, en español El Genio), también conocido como The Genius Game, es un programa concurso de la realidad de Corea del Sur emitido por tvN. La primera temporada debutó el 26 de abril de 2013, el programa resultó ser un éxito para tvN, y posteriormente otras tres temporadas se emitieron en 2014 y 2015.
Cada temporada consta de 12 episodios con 13 concursantes de varias profesiones. Un jugador es eliminado en cada episodio, y el último jugador restante saldrá campeón de la temporada.

## Formato
The Genius invita a 13 personas de varias profesiones como los concursantes del juego. Juegan un total de 12 rondas de juegos. Una persona es eliminado en cada ronda. La persona que sobrevive hasta el final será el campeón.
Granate 

Al principio, a cada concursante se le da un granate rojo, que es la moneda usada en el juego The Genius. Un granate equivale a 1 millón de won. Los granates son transferibles y se pueden obtener en el juego. Los granates también pueden ser usado en negociaciones entre los jugadores. Al final, los granates del campeón serán cambiado por dinero real. 
Cada ronda consiste en un Main Match (en español: Partido Principal) y un Death Match (en español: Partido de Muerte). Todos los jugadores participan en el Main Match y sólo los Candidados a Eliminación juegan el Death Match. Los resultados del Main Match deciden quiénes jugarán en el Death Match.
Main Match 

El Main Match decide el/los ganador(es) y un Candidado a Eliminación de la ronda. El/los ganador(es) del Main Match recibirán unos granates y una Prenda de Vida, que representa la inmunidad del Death Match. Si hay sólo un ganador del Main Match, recibirá 2 Prendas de Vida y puede darle la inmunidad extra a otro jugador que no es el perdedor único del Main Match.
El perdedor del Main Match automáticamente se convierte un Candidado a Eliminación de la ronda. Si hay dos o más perdedores del Main Match, el/los ganador(es) del Main Match nombrarán un Candidado a Eliminación entre esos perdedores.
Death Match 

El Candidado a Eliminación (perdedor del Main Match) tiene el derecho a escoger su oponente en el Death Match entre esos jugadores sin la Prenda de Vida. El Death Match es un juego 1 vs 1 para decidir quién será eliminado. El jugador que pierde el Death Match será eliminado y sus granates serán tomados por el ganador del Death Match. El ganador del Death Match sobrevivirá y avanzará a la siguiente ronda.
La persona que sobrevive en cada ronda (en el Main Match o en el Death Match) hasta el final será el campeón de The Genius y los granates que tiene serán el premio final.

## The Genius: Rules of the Game (Temporada 1)
The Genius: Rules of the Game (hangul: 더 지니어스: 게임의 법칙, en español El Genio: Reglas del Juego) es la primera temporada de The Genius. Se emitió por tvN desde el 26 de abril de 2013 hasta el 12 de julio de 2013, cada viernes a las  23:00 KST.

### Concursantes
| Nombre          | Nombre nativo | Ocupación                              |
| --------------- | ------------- | -------------------------------------- |
| Cha Min Soo     | 차민수        | Jugador profesional de póker y go      |
| Cha Yu Ram      | 차유람        | Jugadora de billar                     |
| Choi Chang Yeop | 최창엽        | Actor                                  |
| Choi Jung Moon  | 최정문        | Estudiante de SNU, miembro de Mensa    |
| Hong Jin Ho     | 홍진호        | Exjugador profesional de StarCraft     |
| Kim Gu Ra       | 김구라        | Comediante, presentador                |
| Kim Kyung Ran   | 김경란        | Locutora                               |
| Kim Min Seo     | 김민서        | Subastadora                            |
| Kim Poong       | 김풍          | Historietista                          |
| Kim Sung Kyu    | 김성규        | Cantante (el líder del grupo INFINITE) |
| Lee Jun Seok    | 이준석        | Emprendedor, político                  |
| Lee Sang Min    | 이상민        | Cantante, productor discográfico       |
| Park Eun Ji     | 박은지        | Presentadora del tiempo                |

### Invitados
La 5ta ronda:
- Lee Jun Seok, Kim Min Seo, Cha Min Soo, Choi Chang Yeop (Los jugadores eliminados en las primeras cuatro rondas)

La 10ma ronda:
- Haha: Cantante, presentador (El ayudante de Lee Sang Min)[3]
- Kim Kyung Heon: Graduado de KAIST (El ayudante de Kim Kyung Ran)
- Lee Yun Yeol: Exjugador profesional de StarCraft (El ayudante de Hong Jin Ho)[3]
- Lee Jung Yeop: El CEO de la agencia de INFINITE (El ayudante de  Kim Sung Kyu)

### Episodios
| Ronda | Fecha               | Main Match                                  | Ganador(es) de Main Match                                       | Receptor de Inmunidad | Perdedor de Main Match      | Oponente Nombrado | Death Match                     | Jugador Eliminado   |
| ----- | ------------------- | ------------------------------------------- | --------------------------------------------------------------- | --------------------- | --------------------------- | ----------------- | ------------------------------- | ------------------- |
| 1     | 26 de abril de 2013 | Juego 1,2,3                                 | Hong Jin Ho, Kim Sung Kyu                                       | －                    | Kim Min Seo                 | Lee Jun Seok      | Juego de Victorias Consecutivas | Lee Jun Seok        |
| 2     | 3 de mayo de 2013   | Juego de Elecciones                         | Choi Chang Yeop                                                 | Park Eun Ji           | Cha Yu Ram                  | Kim Min Seo       | Juego de Victorias Consecutivas | Kim Min Seo         |
| 3     | 10 de mayo de 2013  | Abundancia y Hambre                         | Kim Kyung Ran                                                   | Choi Chang Yeop       | Kim Sung Kyu                | Cha Min Soo       | Yutnori Táctico                 | Cha Min Soo         |
| 4     | 17 de mayo de 2013  | Juego de Zombis                             | Hong Jin Ho, Cha Yu Ram, Kim Kyung Ran, Lee Sang Min, Kim Poong | －                    | Choi Jung Moon              | Choi Chang Yeop   | Yutnori Táctico                 | Choi Chang Yeop     |
| 5     | 24 de mayo de 2013  | Carrera de Caballos Fraudulenta             | Kim Kyung Ran                                                   | Lee Sang Min          | Cha Yu Ram                  | Choi Jung Moon    | Juego de Victorias Consecutivas | Choi Jung Moon      |
| 6     | 31 de mayo de 2013  | Atrapa al ladrón                            | Kim Sung Kyu, Cha Yu Ram, Park Eun Ji                           | －                    | Hong Jin Ho                 | Kim Gu Ra         | Póker Indio                     | Kim Gu Ra           |
| 7     | 7 de junio de 2013  | Abrir, Pasar                                | Hong Jin Ho                                                     | Kim Sung Kyu          | Kim Poong                   | Park Eun Ji       | Póker Indio                     | Kim Poong           |
| 8     | 14 de junio de 2013 | Dilema de Kong                              | Kim Sung Kyu                                                    | Hong Jin Ho           | Cha Yu Ram                  | Park Eun Ji       | Juego de Imagen                 | Cha Yu Ram          |
| 9     | 21 de junio de 2013 | Subasta de Expresión                        | Kim Sung Kyu                                                    | Lee Sang Min          | Hong Jin Ho                 | Park Eun Ji       | Póker Indio                     | Park Eun Ji         |
| 10    | 28 de junio de 2013 | ¡Confinado! Carrera de Caballos Fraudulenta | Lee Sang Min                                                    | Kim Kyung Ran         | Hong Jin Ho, Kim Sung Kyu   | －                | Yutnori Táctico                 | Kim Sung Kyu        |
| 10    | 28 de junio de 2013 | ¡Confinado! Carrera de Caballos Fraudulenta | Kim Kyung Heon                                                  | Kim Kyung Ran         | Hong Jin Ho, Kim Sung Kyu   | －                | Yutnori Táctico                 | Kim Sung Kyu        |
| 11    | 5 de julio de 2013  | Juego 5:5                                   | Hong Jin Ho                                                     | －                    | Lee Sang Min, Kim Kyung Ran | －                | Encuentra la Misma Imagen       | Lee Sang Min        |
| 12    | 12 de julio de 2013 | Póker Indio                                 | Hong Jin Ho                                                     | Hong Jin Ho           | Kim Kyung Ran               | Kim Kyung Ran     |                                 |                     |
| 12    | 12 de julio de 2013 | ¡Gyul! ¡Hap!                                | Hong Jin Ho                                                     | Hong Jin Ho           | Kim Kyung Ran               | Kim Kyung Ran     |                                 |                     |
| 12    | 12 de julio de 2013 | Encuentra la Misma Imagen                   |                                                                 |                       |                             |                   |                                 |                     |
| 12    | 12 de julio de 2013 | Finales                                     | Hong Jin Ho (2:0)                                               |                       |                             |                   |                                 | Kim Kyung Ran (0:2) |

### Gráfico de Eliminación
| Ranquin  | Jugador(a)      | Ronda | Ronda | Ronda | Ronda | Ronda | Ronda | Ronda | Ronda | Ronda | Ronda | Ronda | Ronda             | MM Ganó | DM INM | DM Ganó |
| Ranquin  | Jugador(a)      | 1     | 2     | 3     | 4     | 5     | 6     | 7     | 8     | 9     | 10    | 11    | 12                | MM Ganó | DM INM | DM Ganó |
| -------- | --------------- | ----- | ----- | ----- | ----- | ----- | ----- | ----- | ----- | ----- | ----- | ----- | ----------------- | ------- | ------ | ------- |
| 1        | Hong Jin Ho     | Ganó  |       |       | Ganó  |       | DM    | Ganó  | INM   | DM    | DM    | Ganó  | Campeón (2:0)     | 4       | 1      | 3       |
| 2        | Kim Kyung Ran   |       |       | Ganó  | Ganó  | Ganó  |       |       |       |       | INM   | DM    | Subcampeona (0:2) | 3       | 1      | 1       |
| 3        | Lee Sang Min    |       |       |       | Ganó  | INM   |       |       |       | INM   | Ganó  | ELIM  | Kim Kyung Ran     | 2       | 2      | 0       |
| 4        | Kim Sung Kyu    | Ganó  |       | DM    |       |       | Ganó  | INM   | Ganó  | Ganó  | ELIM  |       | Kim Kyung Ran     | 4       | 1      | 1       |
| 5        | Park Eun Ji     |       | INM   |       |       |       | Ganó  | DM    | DM    | ELIM  |       |       | Kim Kyung Ran     | 1       | 1      | 2       |
| 6        | Cha Yu Ram      |       | DM    |       | Ganó  | DM    | Ganó  |       | ELIM  |       |       |       | Kim Kyung Ran     | 2       | 0      | 2       |
| 7        | Kim Poong       |       |       |       | Ganó  |       |       | ELIM  |       |       |       |       | Hong Jin Ho       | 1       | 0      | 0       |
| 8        | Kim Gu Ra       |       |       |       |       |       | ELIM  |       |       |       |       |       | Kim Kyung Ran     | 0       | 0      | 0       |
| 9        | Choi Jung Moon  |       |       |       | DM    | ELIM  |       |       |       |       |       |       | Hong Jin Ho       | 0       | 0      | 1       |
| 10       | Choi Chang Yeop |       | Ganó  | INM   | ELIM  |       |       |       |       |       |       |       | Hong Jin Ho       | 1       | 1      | 0       |
| 11       | Cha Min Soo     |       |       | ELIM  |       |       |       |       |       |       |       |       | Kim Kyung Ran     | 0       | 0      | 0       |
| 12       | Kim Min Seo     | DM    | ELIM  |       |       |       |       |       |       |       |       |       | Hong Jin Ho       | 0       | 0      | 1       |
| 13       | Lee Jun Seok    | ELIM  |       |       |       |       |       |       |       |       |       |       | Hong Jin Ho       | 0       | 0      | 0       |
| Granates | Granates        | 15    | 35    | 33    | 45    | 56    | 68    | 53    | 54    | 57    | 52    | 59    | 79 (₩79,000,000)  |         |        |         |

     Los jugadores eliminados volvieron en la ronda final y le dieron los artículos al finalista que apoyaron.
Notas al pie
1. ↑  Este ganador es un jugador invitado, la concursante que este invitado está ayudando recibe la inmunidad.

## The Genius: Rule Breaker (Temporada 2)
The Genius: Rule Breaker (hangul: 더 지니어스: 룰 브레이커, en español El Genio: Rompedor de Reglas) es la segunda temporada de The Genius. Se emitió por tvN desde el 7 de diciembre de 2013 hasta el 22 de febrero de 2014, cada sábado a las 22:50 KST.

### Cambios en Formato
Prenda de Inmortalidad 

Esta temporada introdujo un nuevo elemento en la jugabilidad, la Prenda de Inmortalidad, que podría usarse para eximirse de Death Match. Hasta que se encuentre, al ganador de cada ronda se le dio una pista sobre la ubicación y cómo obtener esta prenda.
En episodio 6, Lee Sang Min encontró la Prenda de Inmortalidad, usando las pistas que obtuvo como el ganador de episodios previos más las pistas reveladas por Lim Yo Hwan. Lee Sang Min dio su Prenda de Inmortalidad a Lim Yo Hwan, en episodio 10.

### Concursantes
| Nombre        | Nombre nativo | Ocupación                                                        |
| ------------- | ------------- | ---------------------------------------------------------------- |
| Eun Ji Won    | 은지원        | Cantante (el líder del grupo Sechs Kies)                         |
| Hong Jin Ho   | 홍진호        | Exjugador profesional de StarCraft                               |
| Jo Yoo Young  | 조유영        | Locutora                                                         |
| Kim Jae Kyung | 김재경        | Cantante (la líder del grupo Rainbow)                            |
| Lee Da Hye    | 이다혜        | Jugadora profesional de go                                       |
| Lee Du Hee    | 이두희        | Programador, hacker                                              |
| Lee Eun Gyeol | 이은결        | Ilusionista                                                      |
| Lee Sang Min  | 이상민        | Cantante, productor discográfico                                 |
| Lim Yo Hwan   | 임요환        | Jugador de póker profesional, exjugador profesional de StarCraft |
| Lim Yoon Sun  | 임윤선        | Abogada                                                          |
| Nam Hwee Jong | 남휘종        | Profesor de educación superior                                   |
| Noh Hong Chul | 노홍철        | Personalidad de televisión                                       |
| Yoo Jung Hyun | 유정현        | Político                                                         |

### Invitados
La 9na ronda:
- Choi Jung Moon, Choi Chang Yeop, Lee Jun Seok, Cha Yu Ram, Kim Sung Kyu, Kim Kyung Ran (Los jugadores de The Genius: Rules of the Game)

La 10ma ronda:
- Eunhyuk, Shindong, Sungmin, Kyuhyun (Miembros de Super Junior)

La 11ma ronda:
- Lee Da Hye, Lee Du Hee, Hong Jin Ho (Los jugadores eliminados en las 3.ª, 6.ª y 7.ª rondas)

### Episodios
| Ronda | Fecha                   | Main Match                   | Ganador(es) de Main Match                                           | Receptor de Inmunidad                                  | Perdedor de Main Match     | Oponente Nombrado | Death Match               | Jugador Eliminado |
| ----- | ----------------------- | ---------------------------- | ------------------------------------------------------------------- | ------------------------------------------------------ | -------------------------- | ----------------- | ------------------------- | ----------------- |
| 1     | 7 de diciembre de 2013  | Cadena Alimentaria           | Hong Jin Ho, Lee Sang Min, Yoo Jung Hyun, Eun Ji Won, Lee Da Hye    | －                                                     | Nam Hwee Jong              | Lim Yoon Sun      | Quattro                   | Nam Hwee Jong     |
| 2     | 14 de diciembre de 2013 | Intercambio de Asiento       | Hong Jin Ho                                                         | Yoo Jung Hyun, Jo Yoo Young, Lee Eun Gyeol, Lee Da Hye | Noh Hong Chul              | Kim Jae Kyung     | Sol, Luna, Estrella       | Kim Jae Kyung     |
| 3     | 21 de diciembre de 2013 | Juego de Rey                 | Hong Jin Ho, Lee Sang Min, Lee Du Hee                               | －                                                     | Jo Yoo Young, Lee Da Hye   | －                | ¡Gyul! ¡Hap!              | Lee Da Hye        |
| 4     | 28 de diciembre de 2013 | Juego de Guerra Oscura       | Hong Jin Ho, Yoo Jung Hyun, Jo Yoo Young, Noh Hong Chul, Lee Du Hee | －                                                     | Eun Ji Won                 | Lee Eun Gyeol     | Sol, Luna, Estrella       | Lee Eun Gyeol     |
| 5     | 4 de enero de 2014      | 7 Mandamientos               | Lee Sang Min                                                        | Jo Yoo Young                                           | Lim Yoon Sun               | Lim Yo Hwan       | Ajedrez Láser             | Lim Yoon Sun      |
| 6     | 11 de enero de 2014     | Juego de Monopolio           | Lee Sang Min                                                        | Eun Ji Won                                             | Lee Du Hee                 | Jo Yoo Young      | Juego de Guerra Oscura    | Lee Du Hee        |
| 7     | 18 de enero de 2014     | Juicio de Dios               | Lee Sang Min                                                        | Yoo Jung Hyun                                          | Eun Ji Won                 | Hong Jin Ho       | Hold'em Indio             | Hong Jin Ho       |
| 8     | 25 de enero de 2014     | Subasta de Números Negativos | Lee Sang Min, Jo Yoo Young                                          | －                                                     | Yoo Jung Hyun              | Noh Hong Chul     | Encuentra la Misma Imagen | Noh Hong Chul     |
| 9     | 1 de febrero de 2014    | Despido                      | Lee Sang Min, Eun Ji Won                                            | －                                                     | Jo Yoo Young               | Yoo Jung Hyun     | Negro y Blanco            | Jo Yoo Young      |
| 9     | 1 de febrero de 2014    | Despido                      | Choi Jung Moon, Lee Jun Seok, Kim Sung Kyu, Kim Kyung Ran           | －                                                     | Jo Yoo Young               | Yoo Jung Hyun     | Negro y Blanco            | Jo Yoo Young      |
| 10    | 8 de febrero de 2014    | Juego de Gran Oferta         | Lee Sang Min                                                        | －                                                     | Lim Yo Hwan Eun Ji Won     | Yoo Jung Hyun     | Hold'em Indio             | Eun Ji Won        |
| 10    | 8 de febrero de 2014    | Juego de Gran Oferta         | Sungmin                                                             | －                                                     | Lim Yo Hwan Eun Ji Won     | Yoo Jung Hyun     | Hold'em Indio             | Eun Ji Won        |
| 11    | 15 de febrero de 2014   | Juego de Ascensor            | Lee Sang Min                                                        | －                                                     | Lim Yo Hwan, Yoo Jung Hyun | －                | Negro y Blanco            | Yoo Jung Hyun     |
| 11    | 15 de febrero de 2014   | Juego de Ascensor            | Hong Jin Ho, Lee Du Hee, Lee Da Hye                                 | －                                                     | Lim Yo Hwan, Yoo Jung Hyun | －                | Negro y Blanco            | Yoo Jung Hyun     |
| 12    | 22 de febrero de 2014   | Hold'em Indio                | Lim Yo Hwan                                                         | Lim Yo Hwan                                            | Lee Sang Min               | Lee Sang Min      |                           |                   |
| 12    | 22 de febrero de 2014   | Detector de Verdad           | Lee Sang Min                                                        | Lee Sang Min                                           | Lim Yo Hwan                | Lim Yo Hwan       |                           |                   |
| 12    | 22 de febrero de 2014   | Quattro                      | Lee Sang Min                                                        | Lee Sang Min                                           | Lim Yo Hwan                | Lim Yo Hwan       |                           |                   |
| 12    | 22 de febrero de 2014   | Finales                      | Lee Sang Min (2:1)                                                  |                                                        |                            |                   |                           | Lim Yo Hwan (1:2) |

### Gráfico de Eliminación
| Ranquin  | Jugador(a)    | Ronda | Ronda | Ronda | Ronda | Ronda | Ronda | Ronda | Ronda | Ronda | Ronda | Ronda | Ronda            | MM Ganó | DM INM | DM Ganó |
| Ranquin  | Jugador(a)    | 1     | 2     | 3     | 4     | 5     | 6     | 7     | 8     | 9     | 10    | 11    | 12               | MM Ganó | DM INM | DM Ganó |
| -------- | ------------- | ----- | ----- | ----- | ----- | ----- | ----- | ----- | ----- | ----- | ----- | ----- | ---------------- | ------- | ------ | ------- |
| 1        | Lee Sang Min  | Ganó  |       | Ganó  |       | Ganó  | Ganó  | Ganó  | Ganó  | Ganó  | Ganó  | Ganó  | Campeón (2:1)    | 9       | 0      | 0       |
| 2        | Lim Yo Hwan   |       |       |       |       | DM    |       |       |       |       |       | DM    | Subcampeón (1:2) | 0       | 0      | 2       |
| 3        | Yoo Jung Hyun | Ganó  | INM   |       | Ganó  |       |       | INM   | DM    | DM    | DM    | ELIM  | Lee Sang Min     | 2       | 2      | 3       |
| 4        | Eun Ji Won    | Ganó  |       |       | DM    |       | INM   | DM    |       | Ganó  | ELIM  |       | Lee Sang Min     | 2       | 1      | 2       |
| 5        | Jo Yoo Young  |       | INM   | DM    | Ganó  | INM   | DM    |       | Ganó  | ELIM  |       |       | Lee Sang Min     | 2       | 2      | 2       |
| 6        | Noh Hong Chul |       | DM    |       | Ganó  |       |       |       | ELIM  |       |       |       | Lim Yo Hwan      | 1       | 0      | 1       |
| 7        | Hong Jin Ho   | Ganó  | Ganó  | Ganó  | Ganó  |       |       | ELIM  |       |       |       |       | Lee Sang Min     | 4       | 0      | 0       |
| 8        | Lee Du Hee    |       |       | Ganó  | Ganó  |       | ELIM  |       |       |       |       |       | Lee Sang Min     | 2       | 0      | 0       |
| 9        | Lim Yoon Sun  | DM    |       |       |       | ELIM  |       |       |       |       |       |       | Lim Yo Hwan      | 0       | 0      | 1       |
| 10       | Lee Eun Gyeol |       | INM   |       | ELIM  |       |       |       |       |       |       |       | Lee Sang Min     | 0       | 1      | 0       |
| 11       | Lee Da Hye    | Ganó  | INM   | ELIM  |       |       |       |       |       |       |       |       | Lim Yo Hwan      | 1       | 1      | 0       |
| 12       | Kim Jae Kyung |       | ELIM  |       |       |       |       |       |       |       |       |       | Lim Yo Hwan      | 0       | 0      | 0       |
| 13       | Nam Hwee Jong | ELIM  |       |       |       |       |       |       |       |       |       |       | Lim Yo Hwan      | 0       | 0      | 0       |
| Granates | Granates      | 18    | 49    | 44    | 63    | 70    | 80    | 45    | 55    | 57    | 62    | 62    | 62 (₩62,000,000) |         |        |         |

Notas al pie
1. 1 2  Los ganadores son jugadores invitados.
2. ↑  Lee Sang Min dio su Prenda de Inmortalidad a Lim Yo Hwan.
3. ↑  El primer lugar entre los 3 jugadores restantes es Lee Sang Min.
4. ↑  Estos ganadores son jugadores invitados. El equipo de jugadores eliminados derrotó al equipo de jugadores restantes.

## The Genius: Black Garnet (Temporada 3)
The Genius: Black Garnet (hangul: 더 지니어스: 블랙 가넷, en español El Genio: Granate Negro) es la tercera temporada de The Genius. Se emitió por tvN desde el 1 de octubre de 2014 hasta el 17 de diciembre de 2014, cada miércoles a las 23:00 KST.

### Cambios en Formato
Descarte de Granates 

En las dos primeras temporadas, los granates del jugador que pierde el Death Match serán tomados por el ganador del Death Match. Pero a partir de la Temporada 3, antes de Death Match los dos Candidados a Eliminación necesitan entregar sus granates a los crupieres: los granates del perdedor de Death Match serán descartados y los crupieres regresarán los granates al ganador de Death Match.
Granates Negros 

En esta temporada, los jugadores que han ganado un Death Match recibirán un granate negro. Los granates negros son transferibles y pueden ser usado en negociaciones entre los jugadores. En episodio 10, cada granate negro se convirtió en 2 granates rojos (equivalen ₩2,000,000).
Misiones Negras 

Si un Candidado a Eliminación paga 3 granates negros a los crupieres, el jugador tendrá una oportunidad de tomar la Misión Negra. Si el jugador tiene éxito en la Misión Negra, puede escoger a otro jugador que no tiene la Prenda de Vida para reemplazarlo en el Death Match. Sin embargo, si el jugador falla la Misión Negra, continuará a ser el Candidado a Eliminación.
Hay 3 Misiones Negras en la temporada entera, que son: Observación, Memoria y Matemáticas. En episodio 4, Kim Jeong Hoon falló la Misión Negra de Observación, continuó a ser el Candidado a Eliminación. En episodio 7, Lee Jong Beom falló la Misión Negra de Memoria, continuó a ser el Candidado a Eliminación. Nadie ha tomado la Misión Negra de Matemáticas.
Los jugadores pueden tomar la Misión Negra hasta la novena ronda. En episodio 10, cada granate negro se convirtió en 2 granates rojos.

### Concursantes
| Nombre          | Nombre nativo | Ocupación                                          |
| --------------- | ------------- | -------------------------------------------------- |
| Choi Yeon Seung | 최연승        | Médico de la medicina tradicional coreana          |
| Ha Yeon Joo     | 하연주        | Actriz, miembro de Mensa                           |
| Jang Dong Min   | 장동민        | Comediante                                         |
| Kang Yong Suk   | 강용석        | Abogado                                            |
| Kim Jeong Hoon  | 김정훈        | Cantante, actor                                    |
| Kim Kyung Hoon  | 김경훈        | Estudiante de posgrado                             |
| Kim Yoo Hyun    | 김유현        | Profesor de inglés, exjugador de póker profesional |
| Kwon Ju Ri      | 권주리        | Repartidora de casino                              |
| Lee Jong Beom   | 이종범        | Historietista                                      |
| Nam Hwee Jong   | 남휘종        | Profesor de educación superior                     |
| Oh Hyun Min     | 오현민        | Estudiante de KAIST Ciencias Matemáticas           |
| Shin Ah Young   | 신아영        | Locutora                                           |
| Yoo Su Jin      | 유수진        | Persona en finanzas                                |

### Invitados
La 9na ronda:
- Kim Ga Yeon: Actriz (La ayudante de Kim Yoo Hyun)
- Mir: Miembro de MBLAQ (El ayudante de Jang Dong Min)
- Lee Jang Won: Miembro de Peppertones (El ayudante de Ha Yeon Joo)
- Son Min Tak: Alumni de KAIST (El ayudante de Oh Hyun Min)
- Lee Je Bin (El ayudante de Choi Yeon Seung)

La 10ma ronda:
- Hong Jin Ho: El campeón de The Genius: Rules of the Game
- Lee Sang min: El campeón de The Genius: Rule Breaker

La 11ma ronda:
- Kim Kyung Hoon, Nam Hwee Jong, Shin Ah Young, Kim Yoo Hyun (Los jugadores eliminados en las 2.ª, 4.ª, 8.ª y 9.ª rondas)

### Episodios
| Ronda | Fecha                   | Main Match                     | Ganador(es) de Main Match                                                                          | Receptor de Inmunidad | Perdedor de Main Match         | Oponente Nombrado | Death Match                   | Jugador Eliminado |
| ----- | ----------------------- | ------------------------------ | -------------------------------------------------------------------------------------------------- | --------------------- | ------------------------------ | ----------------- | ----------------------------- | ----------------- |
| 1     | 1 de octubre de 2014    | Frutería                       | Kim Kyung Hoon                                                                                     | Oh Hyun Min           | Shin Ah Young                  | Kwon Ju Ri        | Negro y Blanco II             | Kwon Ju Ri        |
| 2     | 8 de octubre de 2014    | Jurado                         | Jang Dong Min, Oh Hyun Min, Choi Yeon Seung, Ha Yeon Joo, Shin Ah Young, Yoo Su Jin, Nam Hwee Jong | －                    | Kang Yong Suk                  | Kim Kyung Hoon    | Apostando Piedra Papel Tijera | Kim Kyung Hoon    |
| 3     | 15 de octubre de 2014   | Carrera de Medio               | －                                                                                                 | －                    | Kang Yong Suk, Choi Yeon Seung | －                | Negro y Blanco II             | Kang Yong Suk     |
| 4     | 22 de octubre de 2014   | Espadas y Escudos              | Oh Hyun Min, Choi Yeon Seung, Kim Yoo Hyun, Shin Ah Young, Lee Jong Beom                           | Yoo Su Jin            | Nam Hwee Jong                  | Kim Jeong Hoon    | Póker de Doble Cara           | Nam Hwee Jong     |
| 5     | 29 de octubre de 2014   | Juego de Minero                | Oh Hyun Min                                                                                        | Jang Dong Min         | Choi Yeon Seung                | Yoo Su Jin        | Póker de Doble Cara           | Yoo Su Jin        |
| 6     | 5 de noviembre de 2014  | Tormenta en Mercado de Valores | Jang Dong Min                                                                                      | Oh Hyun Min           | Kim Jeong Hoon                 | Lee Jong Beom     | Apostando Piedra Papel Tijera | Kim Jeong Hoon    |
| 7     | 12 de noviembre de 2014 | Juego de Constelación          | Ha Yeon Joo                                                                                        | Shin Ah Young         | Oh Hyun Min                    | Lee Jong Beom     | Janggi Doce                   | Lee Jong Beom     |
| 8     | 19 de noviembre de 2014 | Inversión y Donación           | Oh Hyun Min                                                                                        | Jang Dong Min         | Kim Yoo Hyun                   | Shin Ah Young     | Laberinto de Memoria          | Shin Ah Young     |
| 9     | 26 de noviembre de 2014 | Carrera de Medio               | Choi Yeon Seung, Jang Dong Min                                                                     | －                    | Kim Yoo Hyun                   | Ha Yeon Joo       | Laberinto de Memoria          | Kim Yoo Hyun      |
| 10    | 3 de diciembre de 2014  | Subasta en Cadena              | Hong Jin Ho                                                                                        | Oh Hyun Min           | Jang Dong Min                  | Ha Yeon Joo       | Monorriel                     | Ha Yeon Joo       |
| 11    | 10 de diciembre de 2014 | Yutnori Sospechoso             | Jang Dong Min                                                                                      | －                    | Oh Hyun Min, Choi Yeon Seung   | －                | ¡Apostando! Negro y Blanco    | Choi Yeon Seung   |
| 11    | 10 de diciembre de 2014 | Yutnori Sospechoso             | Kim Yoo Hyun                                                                                       | －                    | Oh Hyun Min, Choi Yeon Seung   | －                | ¡Apostando! Negro y Blanco    | Choi Yeon Seung   |
| 12    | 17 de diciembre de 2014 | Janggi Doce                    | Oh Hyun Min                                                                                        | Oh Hyun Min           | Jang Dong Min                  | Jang Dong Min     |                               |                   |
| 12    | 17 de diciembre de 2014 | Encuentra el Mismo Número      | Jang Dong Min                                                                                      | Jang Dong Min         | Oh Hyun Min                    | Oh Hyun Min       |                               |                   |
| 12    | 17 de diciembre de 2014 | Apostando Piedra Papel Tijera  | Jang Dong Min                                                                                      | Jang Dong Min         | Oh Hyun Min                    | Oh Hyun Min       |                               |                   |
| 12    | 17 de diciembre de 2014 | Finales                        | Jang Dong Min (2:1)                                                                                |                       |                                |                   |                               | Oh Hyun Min (1:2) |

### Gráfico de Eliminación
| Ranquin              | Jugador(a)           | Ronda | Ronda | Ronda | Ronda | Ronda | Ronda | Ronda | Ronda | Ronda | Ronda | Ronda | Ronda            | MM Ganó | DM INM | DM Ganó |
| Ranquin              | Jugador(a)           | 1     | 2     | 3     | 4     | 5     | 6     | 7     | 8     | 9     | 10    | 11    | 12               | MM Ganó | DM INM | DM Ganó |
| -------------------- | -------------------- | ----- | ----- | ----- | ----- | ----- | ----- | ----- | ----- | ----- | ----- | ----- | ---------------- | ------- | ------ | ------- |
| 1                    | Jang Dong Min        |       | Ganó  |       |       | INM   | Ganó  |       | INM   | Ganó  | DM    | Ganó  | Campeón (2:1)    | 4       | 2      | 1       |
| 2                    | Oh Hyun Min          | INM   | Ganó  |       | Ganó  | Ganó  | INM   | DM    | Ganó  |       | INM   | DM    | Subcampeón (1:2) | 4       | 3      | 2       |
| 3                    | Choi Yeon Seung      |       | Ganó  | DM    | Ganó  | DM    |       |       |       | Ganó  |       | ELIM  | Oh Hyun Min      | 3       | 0      | 2       |
| 4                    | Ha Yeon Joo          |       | Ganó  |       |       |       |       | Ganó  |       | DM    | ELIM  |       | Jang Dong Min    | 2       | 0      | 1       |
| 5                    | Kim Yoo Hyun         |       |       |       | Ganó  |       |       |       | DM    | ELIM  |       |       | Jang Dong Min    | 1       | 0      | 1       |
| 6                    | Shin Ah Young        | DM    | Ganó  |       | Ganó  |       |       | INM   | ELIM  |       |       |       | Oh Hyun Min      | 2       | 1      | 1       |
| 7                    | Lee Jong Beom        |       |       |       | Ganó  |       | DM    | ELIM  |       |       |       |       | Oh Hyun Min      | 1       | 0      | 1       |
| 8                    | Kim Jeong Hoon       |       |       |       | DM    |       | ELIM  |       |       |       |       |       | Jang Dong Min    | 0       | 0      | 1       |
| 9                    | Yoo Su Jin           |       | Ganó  |       | INM   | ELIM  |       |       |       |       |       |       | Jang Dong Min    | 1       | 1      | 0       |
| 10                   | Nam Hwee Jong        |       | Ganó  |       | ELIM  |       |       |       |       |       |       |       | Jang Dong Min    | 1       | 0      | 0       |
| 11                   | Kang Yong Suk        |       | DM    | ELIM  |       |       |       |       |       |       |       |       | Jang Dong Min    | 0       | 0      | 1       |
| 12                   | Kim Kyung Hoon       | Ganó  | ELIM  |       |       |       |       |       |       |       |       |       | Jang Dong Min    | 1       | 0      | 0       |
| 13                   | Kwon Ju Ri           | ELIM  |       |       |       |       |       |       |       |       |       |       | Jang Dong Min    | 0       | 0      | 0       |
| Granates             | Granates             | 15    | 27    | 33    | 43    | 52    | 44    | 50    | 58    | 68    | 84    | 38    | 60 (₩60,000,000) |         |        |         |
| Granates Negros      | Granates Negros      | 1     | 2     | 4     | 3     | 5     | 7     | 6     | 8     | 8     |       |       |                  |         |        |         |
| Granates Descartados | Granates Descartados | 1     | 2     | 1(1)  | 0     | 0     | 3     | 0     | 0     | 0     | 0     | 22    |                  |         |        |         |

Notas al pie
1. 1 2 3  En esta ronda, el 1er lugar y el 11° lugar en el Main Match serán los dos Candidados a Eliminación, el 2º lugar al 10º lugar en el Main Match recibirán un granate rojo cada uno y avanzarán a la siguiente ronda automáticamente. No hay ganador(es) oficiales en la 3ra ronda, pero cada uno del 2º lugar y el 10º lugar recibirá un granate negro además del granate rojo. Por eso Kim Yoo Hyun y Yoo Su Jin, quienes son el 2º lugar y el 10º lugar respectivamente, son los ganadores de facto.
2. 1 2  Después de pagar 3 granates negros, el jugador tiene una oportunidad de tomar la Misión Negra. El jugador falló la misión, continuó a ser el Candidado a Eliminación.
3. 1 2 3  El ganador de la 10ma ronda es un jugador invitado, no hay ganador(a) entre los concursantes. El primer lugar entre los concursantes es Oh Hyun Min, recibe la inmunidad de la ronda.
4. ↑  Este ganador es un jugador invitado.
5. 1 2  Los granates descartados del último jugador eliminado se agregarán a la cantidad final de granate como un premio especial.
6. ↑  Al comienzo del episodio 10, cada granate negro se intercambia por 2 granates rojos.
7. ↑  Granates negros descartados.

## The Genius: Grand Final (Temporada 4)
The Genius: Grand Final (hangul: 더 지니어스: 그랜드 파이널, en español El Genio: Gran Final) es la cuarta temporada de The Genius. Se emitió por tvN desde el 27 de junio de 2015 hasta el 12 de septiembre de 2015, cada sábado a las 21:45 KST.
En la serie Grand Final, los seis ganadores y subcampeones de las temporadas 1 a 3 más siete otros participantes de las tres temporadas anteriores competirían para ser el último campeón.

### Cambios en Formato
Garnet Match 

El Garnet Match (en español: Partido de Granate) es un Main Match que cuando el partido termina, el/los jugador(es) con los más granates ganarán el partido y el jugador con los menos granates será el Candidato a Eliminación. Los granates no se pueden transferir entre jugadores durante los Garnet Matches. 
Los Main Matches en episodios 2, 6 y 10 son Garnet Matches.

### Concursantes
| Nombre          | Nombre nativo | Ocupación                                                       | Ranquin en las primeras tres temporadas | Ranquin en las primeras tres temporadas | Ranquin en las primeras tres temporadas |
| --------------- | ------------- | --------------------------------------------------------------- | --------------------------------------- | --------------------------------------- | --------------------------------------- |
| Hong Jin Ho     | 홍진호        | Personalidad de televisión, exjugador profesional de eSports    | 1.er lugar de la Temporada 1            | 7.º lugar de la Temporada 2             |                                         |
| Lee Sang Min    | 이상민        | Cantante, productor discográfico                                | 3.er lugar de la Temporada 1            | 1.er lugar de la Temporada 2            |                                         |
| Jang Dong Min   | 장동민        | Comediante                                                      |                                         |                                         | 1.er lugar de la Temporada 3            |
| Kim Kyung Ran   | 김경란        | Personalidad de televisión, locutora                            | 2.º lugar de la Temporada 1             |                                         |                                         |
| Lim Yo Hwan     | 임요환        | Jugador de póker profesional, exjugador profesional de eSports  |                                         | 2.º lugar de la Temporada 2             |                                         |
| Oh Hyun Min     | 오현민        | Estudiante de KAIST Ciencias Matemáticas                        |                                         |                                         | 2.º lugar de la Temporada 3             |
| Yoo Jung Hyun   | 유정현        | Político                                                        |                                         | 3.er lugar de la Temporada 2            |                                         |
| Choi Yeon Seung | 최연승        | Médico de la medicina tradicional coreana                       |                                         |                                         | 3.er lugar de la Temporada 3            |
| Kim Yoo Hyun    | 김유현        | Profesor de inglés, exjugador de póker profesional              |                                         |                                         | 5.º lugar de la Temporada 3             |
| Choi Jung Moon  | 최정문        | Estudiante de la Universidad Nacional de Seúl, miembro de Mensa | 9.º lugar de la Temporada 1             |                                         |                                         |
| Lim Yoon Sun    | 임윤선        | Abogada                                                         |                                         | 9.º lugar de la Temporada 2             |                                         |
| Kim Kyung Hoon  | 김경훈        | Estudiante de posgrado                                          |                                         |                                         | 12.° lugar de la Temporada 3            |
| Lee Jun Seok    | 이준석        | Emprendedor, político                                           | 13.eɽ lugar de la Temporada 1           |                                         |                                         |

### Invitados
La 9na ronda:
- Lee Sang Min, Kim Poong, Lee Du Hee, Shin Ah Young, Lee Jong Beom (Los jugadores de las  Temporadas 1, 2 y 3)

La 10ma ronda:
- Jeong Gye Won (El ayudante de Hong Jin Ho)
- Jeong Jun Yong (El ayudante de Jang Dong Min)
- Kim Kyung Heon: Graduado de KAIST, el ayudante de Kim Kyung Ran en la Temporada 1 (El ayudante de Oh Hyun Min)
- Shin Jong Hoon: Estudiante de posgrado (El ayudante de Kim Kyung Hoon)

### Episodios
| Ronda | Fecha                    | Main Match                      | Ganador(es) de Main Match                                                              | Receptor de Inmunidad | Perdedor de Main Match      | Oponente Nombrado | Death Match                   | Jugador Eliminado    |
| ----- | ------------------------ | ------------------------------- | -------------------------------------------------------------------------------------- | --------------------- | --------------------------- | ----------------- | ----------------------------- | -------------------- |
| 1     | 27 de junio de 2015      | Intercambio de Identidad        | Lee Sang Min                                                                           | Oh Hyun Min           | Yoo Jung Hyun               | Lee Jun Seok      | Negro y Blanco                | Yoo Jung Hyun        |
| 2     | 4 de julio de 2015       | Carrera de Terror               | Lee Sang Min                                                                           | Kim Kyung Ran         | Lim Yo Hwan                 | Choi Yeon Seung   | Yutnori Táctico               | Lim Yo Hwan          |
| 3     | 11 de julio de 2015      | Menú de Hoy                     | Oh Hyun Min                                                                            | Jang Dong Min         | Lee Sang Min                | Kim Kyung Hoon    | Apostando Piedra Papel Tijera | Lee Sang Min         |
| 4     | 18 de julio de 2015      | Pescadería                      | Choi Yeon Seung                                                                        | Lee Jun Seok          | Oh Hyun Min                 | Lim Yoon Sun      | Encuentra el Mismo Número     | Lim Yoon Sun         |
| 5     | 25 de julio de 2015      | Leales y Rebeldes               | Hong Jin Ho, Jang Dong Min, Oh Hyun Min, Lee Jun Seok, Choi Yeon Seung, Kim Kyung Hoon | －                    | Kim Kyung Ran, Kim Yoo Hyun | －                | Póker Indio                   | Kim Yoo Hyun         |
| 6     | 1 de agosto de 2015      | Ladrón de Granate               | Hong Jin Ho, Jang Dong Min, Oh Hyun Min, Kim Kyung Ran, Kim Kyung Hoon                 | －                    | Lee Jun Seok                | Choi Yeon Seung   | Monorriel                     | Choi Yeon Seung      |
| 7     | 8 de agosto de 2015      | Póker Semilla                   | Jang Dong Min                                                                          | Oh Hyun Min           | Kim Kyung Hoon              | Choi Jung Moon    | Encuentra la Misma Imagen     | Choi Jung Moon       |
| 8     | 15 de agosto de 2015     | Subasta de Números Negativos II | Hong Jin Ho                                                                            | Oh Hyun Min           | Kim Kyung Ran               | Jang Dong Min     | ¡Gyul! ¡Hap!                  | Kim Kyung Ran        |
| 9     | 22 de agosto de 2015     | Carrera de Terror II            | Jang Dong Min                                                                          | Hong Jin Ho           | Kim Kyung Hoon              | Lee Jun Seok      | Quattro                       | Lee Jun Seok         |
| 9     | 22 de agosto de 2015     | Carrera de Terror II            | Kim Poong                                                                              | Hong Jin Ho           | Kim Kyung Hoon              | Lee Jun Seok      | Quattro                       | Lee Jun Seok         |
| 10    | 29 de agosto de 2015     | Hold'em Cooperativo             | Oh Hyun Min                                                                            | －                    | Hong Jin Ho                 | Kim Kyung Hoon    | Póker de Doble Cara           | Hong Jin Ho          |
| 11    | 5 de septiembre de 2015  | Cuánto Cuesta                   | Kim Kyung Hoon                                                                         | －                    | Oh Hyun Min, Jang Dong Min  | －                | Janggi Doce                   | Oh Hyun Min          |
| 12    | 12 de septiembre de 2015 | Janggi Número                   | Jang Dong Min                                                                          | Jang Dong Min         | Kim Kyung Hoon              | Kim Kyung Hoon    |                               |                      |
| 12    | 12 de septiembre de 2015 | Signo de Misterio               | Jang Dong Min                                                                          | Jang Dong Min         | Kim Kyung Hoon              | Kim Kyung Hoon    |                               |                      |
| 12    | 12 de septiembre de 2015 | ¡Apostando! Negro y Blanco      |                                                                                        |                       |                             |                   |                               |                      |
| 12    | 12 de septiembre de 2015 | Finales                         | Jang Dong Min (2:0)                                                                    |                       |                             |                   |                               | Kim Kyung Hoon (0:2) |

### Gráfico de Eliminación
| Ranquin              | Jugador(a)           | Ronda | Ronda | Ronda | Ronda | Ronda | Ronda | Ronda | Ronda | Ronda | Ronda | Ronda | Ronda              | MM Ganó | DM INM | DM Ganó |
| Ranquin              | Jugador(a)           | 1     | 2     | 3     | 4     | 5     | 6     | 7     | 8     | 9     | 10    | 11    | 12                 | MM Ganó | DM INM | DM Ganó |
| -------------------- | -------------------- | ----- | ----- | ----- | ----- | ----- | ----- | ----- | ----- | ----- | ----- | ----- | ------------------ | ------- | ------ | ------- |
| 1                    | Jang Dong Min        |       |       | INM   |       | Ganó  | Ganó  | Ganó  | DM    | Ganó  |       | DM    | Campeón (2:0)      | 4       | 1      | 2       |
| 2                    | Kim Kyung Hoon       |       |       | DM    |       | Ganó  | Ganó  | DM    |       | DM    | DM    | Ganó  | Subcampeón (0:2)   | 3       | 0      | 4       |
| 3                    | Oh Hyun Min          | INM   |       | Ganó  | DM    | Ganó  | Ganó  | INM   | INM   |       | Ganó  | ELIM  | Kim Kyung Hoon     | 4       | 3      | 1       |
| 4                    | Hong Jin Ho          |       |       |       |       | Ganó  | Ganó  |       | Ganó  | INM   | ELIM  |       | Jang Dong Min      | 3       | 1      | 0       |
| 5                    | Lee Jun Seok         | DM    |       |       | INM   | Ganó  | DM    |       |       | ELIM  |       |       | Kim Kyung Hoon     | 1       | 1      | 2       |
| 6                    | Kim Kyung Ran        |       | INM   |       |       | DM    | Ganó  |       | ELIM  |       |       |       | Jang Dong Min      | 1       | 1      | 1       |
| 7                    | Choi Jung Moon       |       |       |       |       |       |       | ELIM  |       |       |       |       | Jang Dong Min      | 0       | 0      | 0       |
| 8                    | Choi Yeon Seung      |       | DM    |       | Ganó  | Ganó  | ELIM  |       |       |       |       |       | Jang Dong Min      | 2       | 0      | 1       |
| 9                    | Kim Yoo Hyun         |       |       |       |       | ELIM  |       |       |       |       |       |       | Kim Kyung Hoon     | 0       | 0      | 0       |
| 10                   | Lim Yoon Sun         |       |       |       | ELIM  |       |       |       |       |       |       |       | Kim Kyung Hoon     | 0       | 0      | 0       |
| 11                   | Lee Sang Min         | Ganó  | Ganó  | ELIM  |       |       |       |       |       |       |       |       | Kim Kyung Hoon     | 2       | 0      | 0       |
| 12                   | Lim Yo Hwan          |       | ELIM  |       |       |       |       |       |       |       |       |       | Kim Kyung Hoon     | 0       | 0      | 0       |
| 13                   | Yoo Jung Hyun        | ELIM  |       |       |       |       |       |       |       |       |       |       | Jang Dong Min      | 0       | 0      | 0       |
| Granates             | Granates             | 23    | 45    | 49    | 49    | 47    | 69    | 76    | 75    | 90    | 100   | 132   | 132 (₩132,000,000) |         |        |         |
| Granates Descartados | Granates Descartados | 2     | 1     | 7     | 0     | 8     | 0     | 0     | 13    | 0     | 0     | X     |                    |         |        |         |

Notas al pie
1. 1 2 3  Garnet Matches.
2. ↑  Este ganador es un jugador invitado.
3. 1 2  Al comienzo del episodio 11, los 3 jugadores restantes necesitan entregar sus granates (100 granates en total) a los crupieres. Mientras tanto, los 32 granates descartados de los jugadores eliminados en las rondas anteriores se agregarán de nuevo a la cantidad final de granate. Entonces, el premio final será 132 granates.

## Ranquin del premio de dinero
| Ranquin | Jugador(a) | Premio de dinero |
| ------- | --- | ---------------- |
| 1       | Jang Dong Min | ₩192,000,000     |
| 2       | Hong Jin Ho | ₩91,000,000      |
| 3       | Lee Sang Min | ₩62,000,000      |
| 4       | Kim Yoo Hyun, Kim Poong | ₩9,000,000       |
| 6       | Sungmin | ₩5,000,000       |
| 7       | Eun Ji Won, Jo Yoo Young, Noh Hong Chul, Lee Du Hee, Lim Yoon Sun, Lee Eun Gyeol, Lee Da Hye, Kim Jae Kyung, Nam Hwee Jong | ₩2,000,000       |
| 16      | Choi Jung Moon, Lee Jun Seok, Kim Sung Kyu, Kim Kyung Ran                                                                  | ₩1,000,000       |

## Controversias sobre el plagio
The Genius ha sido acusado de plagiar series de manga japonesa populares como Kaiji y Liar Game. The Genius oficial defendió que fue referencia, no plagio, y añadió que todos los juegos en el programa fueron diseñados por el equipo de producción.

## Premios y nominaciones
| Año  | Premio                  | Categoría                          | Nominado                 | Resultado | Notas  |
| ---- | ----------------------- | ---------------------------------- | ------------------------ | --------- | ------ |
| 2015 | Asian Television Awards | Mejor programa de Juego o Concurso | The Genius               | Ganó      | [ 10 ] |
| 2016 | tvN10 Awards            | Premio por Contenido (Variedades)  | The Genius               | Ganó      | [ 11 ] |
| 2016 | tvN10 Awards            | Hecho en tvN, Actor en Variedades  | Hong Jin Ho (The Genius) | Nominado  |        |